# Holly Randall

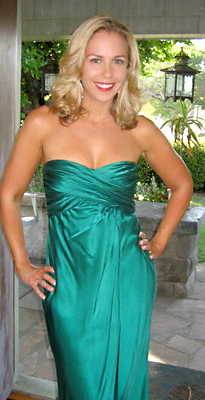
Holly Randall en 2007

Holly Randall (Los Ángeles, California; 5 de septiembre de 1978)es una fotógrafa, escritora, productora, directora y podcaster estadounidense.

## Biografía
Holly Randall fue nombrada por el lugar donde nació, el Hospital Hollywood Presbyterian Medical Center. Randall fue corredora de caballos por 13 años, para retirarse luego de ganar en 3 eventos diarios Preliminares a los Campeonatos. Tenía 20 años y era estudiante del Brooks Institute of Photography en Santa Bárbara, California, cuando su madre le pidió ayuda en la página web familiar Suze.net.
Regresó a casa y se hizo amiga con algunas de las modelos de su madre, especialmente de Aria Giovanni, Aimee Sweet, Alexus Winston, Casey Parker y Sunny Leone. Holly Randall empezó a hacer diseños para suze.net y, para el 2005 su estilo elegante de trabajo hizo que sus fotos cubrieran todas las revistas para adultos de los Estados Unidos. Randall luego subió su trabajo a su propia página web hollyrandall.com.
Randall se graduó de UCLA es septiembre de 2003 en Literatura Internacional.  Además escribe una columna mensual para Xbiz Magazine, y un blog bisexual para el relanzado sitio web Sex.com.
En 2004 inició dirigiendo diversos videos para Suze Randall Productions, incluyendo Addicted to Sex y Undressed and Oversexed. Holly ahora produce todas las películas de Suze.
Recientemente Holly y Suze fueron entrevistadas en "Secret Lives of Women: Sex for Sale" en el canal WE, así como en el canal de Playboy en los programas "Sexcetera" e Insider.
Holly ha posado semi desnuda para la fotógrafa alemana Beatrice Neumann y para el Norteamericano Mark Daughn.